# Provinz Tierra del Fuego (Argentinien)
Tierra del Fuego (offiziell: Provincia de Tierra del Fuego, Antártida e Islas del Atlántico Sur, deutsch: Provinz Feuerland, Antarktis und südatlantische Inseln) ist die südlichste Provinz Argentiniens und belegt die Osthälfte der zu Feuerland gehörenden Inseln Isla Grande de Tierra del Fuego und Isla de los Estados an der Südspitze Südamerikas. Von Argentinien beanspruchte Gebiete wie einige Inseln des Südatlantiks (Malwinen (Falklandinseln), Südgeorgien, Südliche Sandwichinseln und Südliche Orkneyinseln) sowie das argentinische Antarktisterritorium erscheinen auf argentinischen Karten als zur Provinz gehörig. Die Provinz hat eine Fläche von 21.571 km² (ohne Antarktis und südatlantischen Inseln).

## Geographie

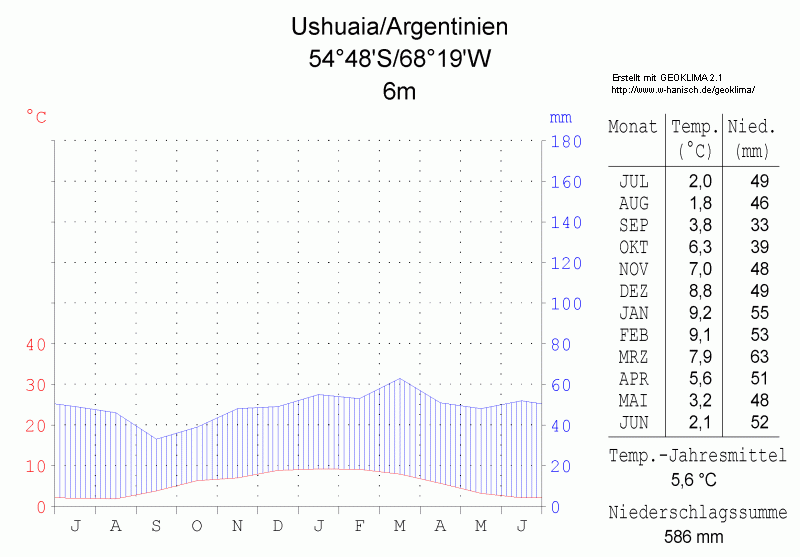
Klimadiagramm Ushuaia

Das Terrain im Norden der Provinz ist flach und steppenhaft, durch das südliche Drittel dagegen ziehen sich die letzten Ausläufer der Anden von West nach Ost, und in den Tälern findet man subpolaren Regenwald. Das Klima ist kalt-maritim und besonders im Süden relativ feucht, im Norden dagegen ist es trockener.

## Bevölkerung
Die Bevölkerungszahl betrug 2022 185.732 Einwohner. Die Hauptstadt ist Ushuaia (82.615 Einwohner), das im Süden der Insel am Beagle-Kanal liegt, die größte Stadt ist das am Atlantik gelegene Río Grande (98.017 Einwohner). Die drittgrößte Stadt ist Tolhuin (9.879). Nur wenige Menschen leben außerhalb dieser drei Städte. Die Ureinwohner der Selk’nam und Yámanas sind heute ausgestorben, die Bevölkerung besteht zum Großteil aus Zuwanderern aus den nördlichen Provinzen des Landes.

## Geschichte
Die argentinische Präsenz begann in der ersten Hälfte des 19. Jahrhunderts, als versucht wurde, das argentinische Territorium militärisch zu sichern und die Ureinwohner in den Staat einzugliedern. Nach 1880 kam es zu einer dauerhaften Besiedlung, als in Ushuaia eine Strafkolonie eingerichtet wurde und sich das am Atlantik gelegene Rio Grande als Handelszentrum herauszukristallisieren begann.
Von 1883 bis 1906 gab es einen Goldrausch und um das Jahr 1900 einen Boom der Schafhaltung.
Bis 1972 blieben beide Orte unbedeutende, kleine Dörfer, als die Regierung das damals noch als Nationalterritorium direkt verwaltete Gebiet zur Sonderwirtschaftszone erklärte. Dies hatte zur Folge, dass sich zwischen 1970 und 2000 die Bevölkerungszahl versechsfachte. 1991 wurde das Gebiet zur eigenständigen Provinz erhoben.

## Politik und Verwaltung

### Politik
Tierra del Fuego ist seit 1991 eine der 23 Provinzen des Landes. Argentinien ist ein demokratischer Bundesstaat (föderaler Staat) mit starker Stellung des Staatspräsidenten (präsidentielles Regierungssystem) und weitreichender Autonomie der Provinzen und der autonomen Stadt Buenos Aires. So haben die sich als Gliedstaaten verstehenden Provinzen jeweils eine eigene, der Bundesverfassung untergeordnete Verfassung und besitzen eigene Exekutiven sowie eigene Legislativen. Auch die Gerichtsbarkeit wird unterhalb der Bundesebene auch auf Gliedstaatenebene organisiert. Die entsprechende Verfassung Argentiniens stammt aus dem Jahr 1853.

### Verwaltungsgliederung
Die Provinz ist in fünf Departamentos eingeteilt, nur drei von ihnen werden tatsächlich von Argentinien kontrolliert. Das Departamento Islas del Atlántico Sur gehört zum Teil zu den britischen Überseeterritorien Falklandinseln und Südgeorgien und die Südlichen Sandwichinseln, zum Teil fallen die Inseln unter den Antarktisvertrag, wie auch das gesamte Departamento Antártida Argentina, das argentinische Antarktisterritorium.
| Departamento                         | Hauptstadt                                              | Fläche in km² | Einwohner (2022) | Beschreibung |
| ------------------------------------ | ------------------------------------------------------- | ------------- | ---------------- | --- |
| Departamento Río Grande              | Río Grande                                              | 12.181        | 99.241           | nördlicher Teil der Insel Feuerland |
| Departamento Ushuaia                 | Ushuaia                                                 | 9.390         | 80.371           | südlicher Teil der Insel Feuerland, Isla de los Estados                                                                                           |
| Departamento Tolhuin                 | Tolhuin                                                 | 11.243        | 6.039            | In der Mitte von Feuerland |
| Departamento Islas del Atlántico Sur | Puerto Argentino (argentinischer Name für Port Stanley) | 20.642        | - 1              | die beanspruchten Inseln des Südatlantik: Malwinen (Falklandinseln), Südgeorgien, Aurora-Inseln, Südliche Sandwichinseln, Südliche Orkneyinseln 2 |
| Departamento Antártida Argentina     | Marambio-Station (argentinische Hauptstation)           | 965.597       | 81               | die von Argentinien beanspruchten Gebiete des Kontinents Antarktika, Südliche Shetlandinseln, Südliche Orkneyinseln 2                             |

## Wirtschaft
Die Wirtschaft der Provinz basiert vor allem auf der Schafzucht sowie seit 1972 auf der Elektronik- und Medienindustrie, die sich hier ansiedelte, nachdem die Provinz zur Sonderwirtschaftszone erklärt worden war. Seit 1978 wird vor der Küste nördlich der Bucht von San Sebastián Erdgas gefördert, das 15 % der argentinischen Gasproduktion entspricht. 2023 wurde dort mit dem Bau eines weiteren offshore Förderturms und einer Pipeline begonnen, an dem u. a. die deutsche Wintershall Dea beteiligt ist. Ebenfalls bedeutend ist der Tourismus, vor allem in der Region um Ushuaia nahe dem Beagle-Kanal.

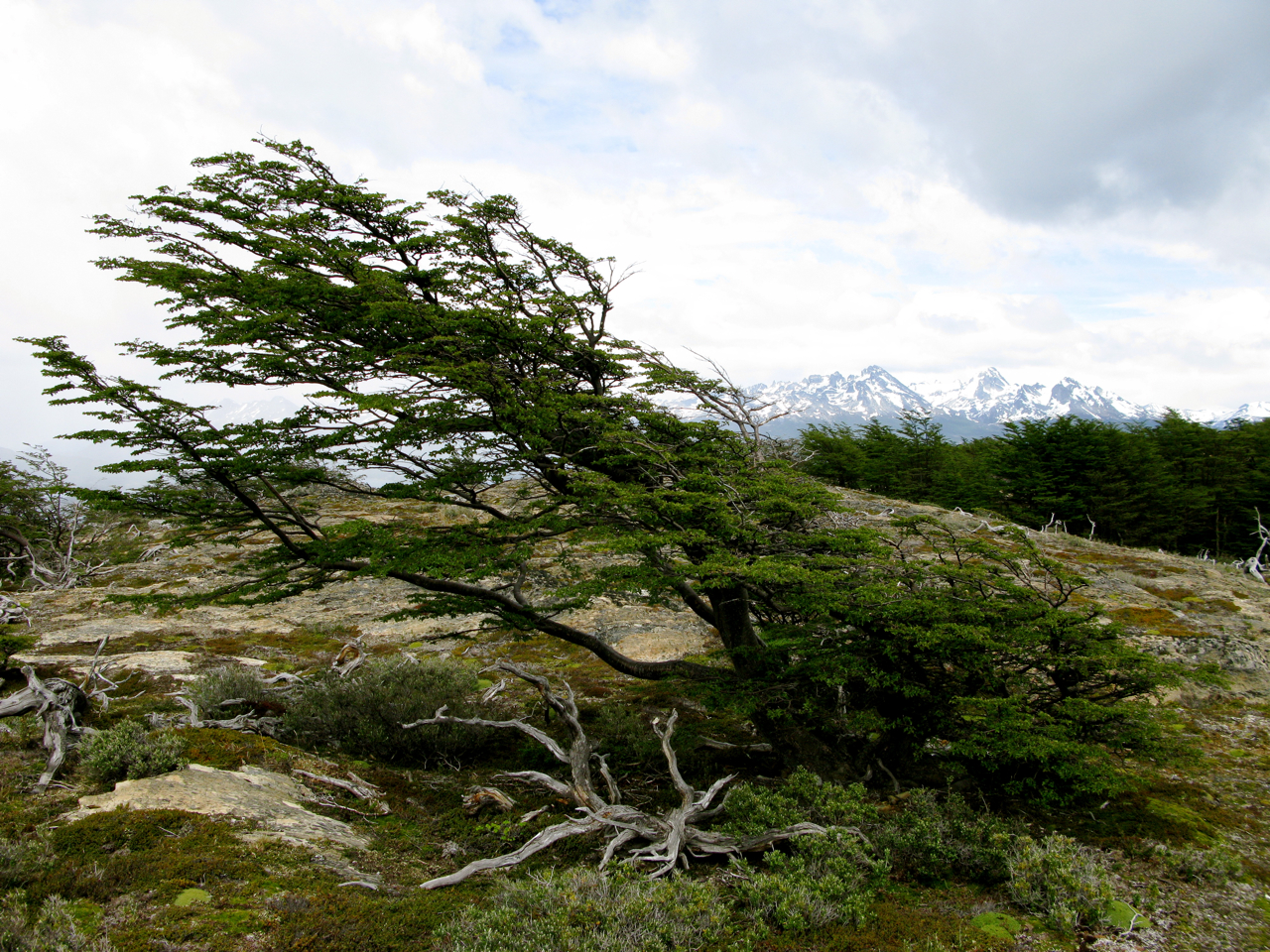
Die Antarktische Scheinbuche (Nothofagus antarctica) im Nationalpark Tierra del Fuego

## Natur
Der 630 km² große Nationalpark Tierra del Fuego wurde 1960 mit dem Ziel gegründet, die südlichsten subantarktischen Wälder zu schützen. An der Ostküste liegt das 26.600 ha große Naturschutzgebiet Reserva Costa Atlántica Tierra del Fuego, das südlichste Ramsar-Gebiet der Welt.

## Partnerschaften
Die Provinz Tierra del Fuego unterhält Partnerschaften mit:
- Amazonas, Brasilien, Partnerschaft seit dem 12. Juli 2005
- Oblast Mykolajiw, Ukraine, Kooperationsabkommen seit 1997
- Québec, Kanada, Kooperationsabkommen seit dem 16. Mai 2000